# Гарагоюнлу (Шамкирский район)
Гарагоюнлу (азерб. Qaraqoyunlu), до 1990 Спитакшен (азерб. Spitakşen), ранее Агкенд (азерб. Ağkənd) — село в Шамкирском районе Азербайджана.

## География
Село находится в предгорной местности.

## История
Согласно Энциклопедическому словарю топонимов Азербайджана, село ранее называлось Агкенд, и среди местного населения известно под этим названием. Село было основано семьями переселившихся из села Даг-Джайир того же района на месте их кочевья. Так как на этой местности верхний слой земли был белого цвета, населённый пункт был назван Агкенд, что на азербайджанском языке означает белое село: азерб. ağ — белый, азерб. kənd  —  село. После заселения армянами на этой местности, село получило название Спитакшен, что являлось дословным переводом названия «Агкенд» на армянский язык. В 1990 году село было вновь переименовано и получило название Гарагоюнлу. Нынешнее население села это в основном насильно переселённые из бывшего Гарагоюнлинского магала современной Республики Армения.